# Джон Варлі
Джон Герберт Варлі (англ. John Herbert Varley) (народився 9 серпня 1947 року в місті Остін, Техас) — американський письменник-фантаст.

## Біографія
Джон Варлі народився в місті Остін, штат Техас, 9 серпня 1947 року. Коли йому виповнилось десять, його батьки переїхали в Порт-Артур, де він закінчив школу «High School Nederland». Після закінчення школи він виграв державну стипендію (англ. National Merit Scholarship) і почав вчитися в Мічиганському університеті. Він хотів стати науковцем і почав вчитися на фізичному факультеті, але згодом змінив його на факультет англійської мови. Однак ще до свого двадцятиліття він кидає навчання і пристає до руху хіпі. Він перебирається до Сан-Франциско, де 1967 року в Хейт-Ешбері проводилось Літо Любові 1967 року|«Літо любові», і виявляє, що має алергію на марихуану. Там він залишився на деякий час, працював на різних некваліфікованих роботах і харчувався в кухнях для бездомних, тоді він вирішив, що письменницька діяльність може бути кращим способом заробляти гроші.
Він написав декілька повістей (перша з них — «Газовий гігант» (англ. «Gas Giant») за словами автора: «достатньо поганий») і багато оповідань, які згодом стали основою для фантастичного всесвіту «Восьми світів». Події всесвіту відбуваються через століття чи два після нападу таємничих і могутніх інопланетян. Загарбники майже повністю викорінили людей з Землі (оскільки вважали, що кити і дельфіни були вищими формами життя, а люди тільки небезпечні паразити). Але люди заселили майже всі куточки Сонячної системи, часто з допомогою викрадених чи підслуханих в інопланетян технологій. Внаслідок детальних описів змін що можуть надати людству біологічні науки, були новими в 1970 році коли вийшла збірка оповідань «Нав'язливість зору». Однойменна повість отримала премії Г'юґо і Неб'юла.
Варлі провів деякий час у Голлівуді, але єдиним фільмом, який випустив Варлі, був фільм Тисячоліття.
Джона Варлі часто порівнюють з Робертом Гайнлайном. Окрім схожого стилю письма, вони обоє описують вільні суспільства з вільним коханням. Особливо це проявляється в його романах «Сталевий пляж» та «Золотий глобус». В останньому описується суспільство, яке розвинулося з тюремної колонії на Плутоні й інше на супутнику Плутона, Хароні  — опис обстановки дуже схожий на роман Гайнлайна: «Місяць — непривітний господар» (англ. The Moon Is a Harsh Mistress). На відміну від Гайнлайна, суспільство Варлі це щось середнє між мафією і якудзою.
Його твори перекладені 16 мовами. Джон Варлі одружений з Лі Еммет (яка стала його першим редактором), має троє дітей, а ще любить своїх домашніх тварин, особливо свого собаку Ціроко (англ. Cirocco), який, на жаль, уже помер. Як каже сам Варлі, йому подобається писати, читати та подорожувати. Нині він проживає в Східному Голлівуді.